# Koncentracijsko taborišče Mauthausen
Koncentracijsko taborišče Mauthausen (nemško Das Konzentrationslager Mauthausen) je bilo nemško koncentracijsko taborišče pri vasi Mauthausen, približno 20 km vzhodno od Linza v Gornji Avstriji. Delovalo je od priključitve Avstrije v začetku leta 1938 do konca 2. svetovne vojne. Poleg Auschwitza in Dachaua je bilo eno najhujših in največjih koncentracijskih taborišč v Evropi. Imelo je štiri glavne enote v Mauthausnu in bližnjem kraju Sankt Georgen an der Gusen ter skoraj sto podružnic, med njimi koncentracijsko taborišče Ljubelj na ozemlju današnje Slovenije.
Vanj so sprva zapirali ljudi z neželenimi političnimi prepričanji, homoseksualce in Rome iz Nemčije, Avstrije ter Češkoslovaške, v začetku leta 1940 pa je bila tja pripeljana tudi večja skupina Poljakov, predvsem intelektualcev. Proti koncu vojne so se tam znašli pripadniki vseh skupin »neželenih« elementov družbe, ves čas pa so prevladovali izobraženci in politični nasprotniki. Jetniki so bili prisiljeni delati v suženjskih razmerah; kot delovno taborišče je bil Mauthausen najproduktivnejše od večjih nemških taborišč 2. svetovne vojne, v različnih podenotah so delovali kamnolomi, rudniki in tovarne orožja, streliva ter vojaške mehanizacije (denimo letal Me-262).
Zaradi krutih delovnih razmer in neposrednega nasilja je v njem umrlo ogromno ljudi. Ob koncu vojne so poveljniki uničili dokumentacijo, tako da natančno število žrtev ni znano, po nekaterih ocenah pa jih je bilo več sto tisoč, od tega 1500 Slovencev. Januarja 1945 je bilo v njem 85.000 taboriščnikov.
V začetku maja 1945 je poveljstvo zapustilo taborišče da bi ušlo pred napredujočimi zavezniškimi silami, pri čemer pa kljub ukazu za razliko od drugih taborišč niso izvedli množičnega pokola jetnikov. Improvizirano poveljstvo so razorožili pripadniki ameriške 11. oklepne divizije in osvobodili taborišče; preostale pripadnike SS so pobili taboriščniki. Njegov dolgoletni poveljnik Franz Ziereis je bil ujet in ustreljen nekaj tednov po vojni, skupini 69 članov administracije pa je kasneje sodil ameriški tribunal in večino obsodil na smrt z obešenjem, predvsem po zaslugi ključne priče, osvobojenega častnika Jacka Taylorja z Urada za strateške storitve. Med osvobojenci je bil tudi nemški Jud Simon Wiesenthal, ki je posvetil preostanek življenja lovu na pobegle nacistične vojne zločince. Leta 1949 je bilo glavno taborišče v Mauthausnu razglašeno za narodni spomenik, ostale glavne podružnice pa so bile po vojni pozidane s stanovanjskimi soseskami.